# Стройнув
Стройнув (пол. Strojnów) — село в Польщі, у гміні Пежхниця Келецького повіту Свентокшиського воєводства.
Населення — 152 особи (2011).
У 1975-1998 роках село належало до Келецького воєводства.

## Демографія
Демографічна структура на день 31 березня 2011 року:
|          | Загалом | Допрацездатний вік | Працездатний вік | Постпрацездатний вік |
| -------- | ------- | ------------------ | ---------------- | -------------------- |
| Чоловіки | 82      | 17                 | 53               | 12                   |
| Жінки    | 70      | 18                 | 30               | 22                   |
| Разом    | 152     | 35                 | 83               | 34                   |